# سوريويلا ديل غواداليمار
بلدية سوريويلا في أو على الوادي الأحمر (بالإسبانية: Sorihuela del Guadalimar) هي بلدية تقع في مقاطعة خاين التابعة لمنطقة أندلوسيا جنوب إسبانيا.

## الديموغرافيا
بلغ عدد سكان بلدية سوريويلا على الوادي الأحمر 1.334 نسمة عام 2011 (وفقاً للمعهد الوطني للإحصاء الإسباني).
| 1.283 | 1.238 | 1.322 | 1.258 | 1.234 | 1.333 | 1.334 |